# Trgovišče
Trgovišče je naselje v Občini Ormož.
Trgovišče je majhna vas, ki večinoma leži ob cesti Ptuj - Ormož.Skozi poteka železniška proga in potoka Sejanca ter reka Pesnica. Je v občini Ormož in v krajevni skupnosti Velika Nedelja. Od Ptuja je oddaljeno okrog 20 km, od Ormoža pa okrog 6 km. Vas je dolga en kilometer in pol. Hiše stojijo ob glavni in stranski cesti. Je strnjena  vas. Vaščani jo delimo na zgornji in spodnji del ter pod bregom. Zgornji del je zahodna stran, spodnji del pa je vzhodna stran. Središče vasi je gasilski dom. V vasi stoji okrog 60 hiš, šteje pa 230 prebivalcev. Nekateri imajo kmetije in rastlinjake, drugi pa hodijo v službo v Ormož na Ptuj in v Ljutomer. Kmetje se ukvarjajo z živinorejo, poljedelstvom in z vrtnarstvom. V vasi je tudi več samostojnih podjetnikov, ki se ukvarjajo z različnimi dejavnostmi, kot so prevozništvo, odkup in prodaja gob, gostinstvo, gradbeništvo in finomehanika. V Trgovišču sta javni zgradbi lovski in gasilski dom, ter igrišče, gostilna in diskoteka. Med vaške znamenitosti lahko štejemo 3 kapelice in marmorni križ, ki so ga vaščani postavili v spomin borcem, padlim v drugi svetovni vojni. Trgovišče ima v občini Ormož največjo površino kmetijskih zemljišč in tudi največji zaslužek s poljedelstvom letno.